# Mesapamea monotona
Mesapamea monotona là một loài bướm đêm trong họ Noctuidae.